# Rivadavia (Santa Fé)
Rivadavia é uma comuna da Argentina localizada no departamento de Las Colonias, província de Santa Fé.
A sua padroeira é Nossa Senhora de Fátima. Sua festa é celebrada em 13 de maio.